# تادالافیل
تادالافیل (به انگلیسی: Tadalafil)
رده درمانی: درمان ناتوانی جنسی مردان
اشکال دارویی: قرص

## موارد مصرف
- مهم‌ترین مورد مصرف تادالافیل درمان اختلال در نعوظ است (عدم توانایی در حفظ نعوظ کامل تا پایان نزدیکی).
- همچنین برای درمان افزایش فشار خون ریوی و هایپرپلازی خوش‌خیم پروستات بکار می رود.

## مکانیسم اثر
تادالافیل باعث مهار نوع شماره ۵ آنزیم فسفودی استراز خاص cGMP می‌شود.
- این آنزیم جریان خون در آلت تناسلی مرد را تنظیم می‌کند.

## عوارض جانبی
سردرد، گرگرفتگی، سوء هاضمه، گرفتگی بینی و دردهای عضلانی، درد قفسه سینه، خشکی دهان، افزایش تعداد ضربان قلب، گیجی، خستگی مفرط، تشنج، تاری دید، بثورات جلدی، خارش شدید، افزایش فشارخون و کاهش فشارخون و تب